# إينوك أراوغو سانشيز
إينوك أراوغو سانشيز هو سياسي مكسيكي، ولد في 26 مارس 1949 في توكستلا غوتيريز في المكسيك. نشط حزبياً في حزب العمل الوطني. وقد انتخب عضو مجلس النواب المكسيك ‏.